# Estación de Tarrasa-Rambla
Tarrasa Rambla (en catalán y oficialmente Terrassa-Rambla) es una estación subterránea de ferrocarril suburbano de la línea S1 de la línea Barcelona-Vallés de FGC. Está situada bajo la Rambla Egara en pleno centro de Tarrasa.
Anteriormente a la prolongación de la línea S1 (Metro de Tarrasa) fue estación terminal de dicha línea. Esta ampliación se abrió al público el 29 de julio de 2015 al que al día anterior se celebraron las jornadas de puertas abiertas. En 2018 registró un tráfico de 1 633 370 usuarios.

## Situación ferroviaria
La estación se encuentra en el punto kilométrico 20,150 de la línea férrea de ancho internacional Las Planas-Tarrasa a 246 metros de altitud. El tramo es de vía doble y está electrificado.

## Historia
La construcción de línea férrea corrió a cargo de la Compañía de los Ferrocarriles de Cataluña (FCC), constituida por Frederick Stark Pearson, que en 1912 había integrado a su predecesora, la Compañía del Ferrocarril Sarriá a Barcelona (FSB). Ésta, a su vez, adquirió a la que dio origen a la línea del Vallés, la Compañía del Ferrocarril de Barcelona a Sarriá (FBS), debido a la acumulación de deudas de esta última, en 1874.
La estación fue puesta en servicio el 28 de diciembre de 1919, con la puesta en marcha de la línea desde Rubí. La primera estación fue provisional, construyendo la definitiva en 1921.
El estallido de la Guerra Civil en 1936 dejó la estación en zona republicana. En la práctica el control recayó en los comités de obreros y ferroviarios. Con el final de la guerra, se devolvió la gestión de la línea y la infraestructura a sus propietarios. Hay que destacar que esta línea no pasó a manos de RENFE en 1941 por no ser de ancho ibérico (1672 mm).
La Compañía del Ferrocarril de Sarriá a Barcelona (FSB), a partir de la década de 1970, empezó a sufrir problemas financieros debido a la inflación, el aumento de los gastos de explotación y tarifas obligadas sin ninguna compensación. En 1977 después de pedir subvenciones a diferentes instituciones, solicitó el rescate de la concesión de las líneas urbanas pero el Ayuntamiento de Barcelona denegó la petición y el 23 de mayo de 1977 se anunció la clausura de la red a partir del 20 de junio. El Gobierno evitó el cierre de la red de FSB otorgando por Real decreto la explotación y las líneas a Ferrocarriles de Vía Estrecha (FEVE) el 17 de junio de 1977, de forma provisional, mientras el Ministerio de Obras Públicas del Gobierno de España, la Diputación de Barcelona, la Corporación Metropolitana de Barcelona y la Ayuntamiento de Barcelona estudiaban el régimen de explotación de esta red. Debido a la indefinición se produjo una degradación del material e instalaciones, que en algún momento determinaron la paralización de la explotación.
Con la instauración de la Generalidad de Cataluña, el Gobierno de España traspasó a la Generalidad la gestión de las líneas explotadas por FEVE en Cataluña, gestionando así los Ferrocarriles de Cataluña a través del Departamento de Política Territorial y Obras Públicas (DPTOP) hasta que se creó en 1979 la empresa Ferrocarriles de la Generalidad de Cataluña (FGC), la cual integraba el 7 de noviembre de 1979 a su red estos ferrocarriles con la denominación Línea Cataluña y Sarriá.
Tarrasa-Rambla fue estación terminal durante noventa y cinco años, hasta que se inauguró el 28 de julio de 2015 la estación de Valparadís Universidad.

## La estación[4]

### Inicios y modificaciones
La estación original, al ser terminal, tenía el edificio de viajeros más grande de la línea. Dicho edificio era perpendicular a las vías y tenía tres secciones, siendo el cuerpo central de una sola planta y los laterales con dos plantas. Para acceder a los andenes era necesario bajar una escalera, ya que estos estaban en un nivel inferior. La estación sufrió varias modificaciones, como la construcción de andenes elevados con marquesinas en la década de 1940, la construcción de una nueva salida directa a la Rambla de Egara o el cubrimiento de la terraza de acceso situada en la fachada interior. A principios de la década de 1980 se decidió soterrar todo el tramo final de la línea, ya que el paso a nivel de la carretera de Montcada situado en el centro de la ciudad causaba problemas. La nueva estación subterránea se puso en servicio el 16 de mayo de 1986, junto con el nuevo trazado en túnel desde el Arroyo de Palau. En 1997 se construyó un tercer acceso al vestíbulo para el edificio construido en los terrenos de la antigua estación de superficie de Tarrasa. La estación pasó a llamarse Tarrasa-Rambla a principios del siglo XXI, para diferenciarla de la estación de Tarrasa de la red de ancho ibérico y fue adaptada para personas con movilidad reducida, dotándola de ascensores. En 2010 la estación se preparó para conectarla con el nuevo túnel de la prolongación al norte de la ciudad, instalando vía sobre losa de hormigón (en lugar de balasto) catenaria rígida y una nueva salida de emergencia. En julio de 2015, la estación dejó de ser terminal con la extensión a Terrassa Naciones Unidas. En agosto de 2017 se completó la ampliación del acceso al andén de la vía 2, ampliando la escalera fija y estrechando la escalera mecánica.

### En la actualidad
La estación se encuentra bajo la Rambla de Egara, entre Portal de San Roque y la Calle Antonino Pío y tiene acceso solo por el lado norte. El acceso desde el exterior es a través de tres entradas diferentes situadas todas ellas en la Rambla, en el cruce con la calle Gutemberg, la calle Blasco de Garay y la planta baja del nuevo edificio que se ubica donde había estado la antigua estación en superficie. Esta última entrada tiene escaleras fijas, mecánicas y ascensor. La entrada a través de Blasco de Garay tiene una escalera fija y mecánica, que conduce a un amplio pasillo hasta el vestíbulo donde también llega la entrada a la Calle Gutemberg / Plaza Anselmo Clavé, que solo tiene escaleras fijas. Todas las entradas se unen en el vestíbulo y se ubican las máquinas expendedoras de billetes, las barreras tarifarias de control de accesos y una cafetería. Los trenes circulan por el nivel inferior, formado por las dos vías generales con andenes laterales de 134 metros de longitud. El enlace entre el vestíbulo y los andenes es a través de una escalera fija, una escalera mecánica y un ascensor a cada uno de ellos. Las instalaciones de la estación se completan con una cola de maniobras bajo Las Ramblas a la altura de la calle Doctor Ullés, que en julio de 2015 se integró en la ampliación de la línea a Tarrasa Naciones Unidas.

## Servicios ferroviarios
El horario de la estación se puede descargar en el siguiente enlace. El plano de las líneas del Vallés en este enlace. El plano integrado de la red ferroviaria de Barcelona puede descargarse en este enlace.
| << cabecera                   | < estación  | línea | estación >              | cabecera >>             |
| ----------------------------- | ----------- | ----- | ----------------------- | ----------------------- |
| Línea Barcelona-Vallés de FGC |             |       |                         |                         |
| Barcelona-Plaza de Cataluña   | Las Fuentes |       | Vallparadís Universidad | Tarrasa-Naciones Unidas |